# Orbitor

'Orbitor' este o trilogie romanescă scrisă de Mircea Cărtărescu. Scriitorul a lucrat la acest proiect 14 ani. Din trilogie, încheiată in 2007 fac parte romanele:
- Aripa stângă (1996)
- Corpul (2002) editura Humanitas, fiind deja tradus în bulgară, franceză și suedeză. [1]
- Aripa dreaptă (2007) Pentru scrierea celui de-al treilea volum din trilogia „Orbitor", Mircea Cărtărescu a primit o bursă de un an lângă Stuttgart, la Schloss Solitude. [2]